# Heinrich Gottlieb Tzschirner
Heinrich Gottlieb Tzschirner (Mittweida, 14 novembre 1778 – Lipsia, 17 febbraio 1828) è stato un teologo tedesco.

## Biografia
Studiò teologia presso l'Università di Lipsia, conseguendo la sua abilitazione nel 1800 con l'assistenza di Franz Volkmar Reinhard (1753-1812). Per un certo periodo lavorò come docente privato presso l'Università di Wittenberg e dopo la morte di suo padre diventò diacono nella sua città natale, Mittweida. Nel 1805 fu nominato professore di teologia a Wittenberg, poi ritornato a Lipsia (1809), dove nel 1811 divenne rettore dell'università.
Nel 1813 si unì all'esercito sassone come cappellano durante le guerre napoleoniche. Tornò a Lipsia l'anno successivo, e in seguito diventò arcidiacono della chiesa di San Tommaso e sovrintendente della diocesi di Lipsia.
Come teologo, Tzschirner fu un sostenitore del razionalismo etico e critico, credendo che la moralità del senso comune fosse il principio supremo del cristianesimo. In una delle sue opere più conosciute fu Protestantismus and Katholicismus aus dem Standpunkte der Politik betrachlet. Oltre alle sue opere scritte, continuò la pubblicazione di Schröckh, Christliche Kirchengeschichte seit der Reformation di Johann Matthias Schröckh (storia della Chiesa dopo la Riforma), nel 1808 a causa della sua morte.

## Opere principali
- Geschichte der Apologetik, 1805
- Ueber die Verwandtschaft der Tugenden und der Laster, 1809
- Predigten, 1812
- Ueber Johann Matthias Schröckh's Leben, Charakter und Schriften, 1812
- Ueber den Krieg, ein philosophischer Versuch, 1815
- Die Ehe aus dem Gesichtspunkte der Natur, der Moral und der Kirche, 1819
- Protestantismus und Katholicismus aus dem Standpuncte der Politik, 1822
- Die Gefahr einer Deutschen Revolution, 1823
- Der Fall des Heidenthums, 1829